# Gnypeta manitobae
Gnypeta manitobae är en skalbaggsart som beskrevs av Thomas Casey 1906. Gnypeta manitobae ingår i släktet Gnypeta och familjen kortvingar. Inga underarter finns listade i Catalogue of Life.